# Henk van Rijnsoever
Henk van Rijnsoever (Utrecht, 6 novembre 1952) è un ex calciatore olandese, di ruolo difensore.

## Carriera

### Club
Militò nel AZ Alkmaar dal 1974 al 1982 vincendo un Campionato olandese e tre Coppe dei Paesi Bassi. Decisivo fu il suo gol vittoria in finale di Coppa dei Paesi Bassi 1977-1978 che valse il primo titolo alla squadra di Alkmaar.

### Nazionale
Con la nazionale olandese disputò una sola partita, l'amichevole del 31 maggio 1975 persa per 3 a 0 contro la Jugoslavia.

## Palmarès
- Campionato olandese: 1

AZ: 1980-1981
- Coppa dei Paesi Bassi: 3

AZ: 1977-1978, 1980-1981, 1981-1982